# サン・フェリーチェ・ア・カンチェッロ
アルヴィニサン・フェリーチェ・ア・カンチェッロャーノ（伊: San Felice a Cancello）は、イタリア共和国カンパニア州カゼルタ県にある、人口約17,000人の基礎自治体（コムーネ）。

## 地理

### 位置・広がり

#### 隣接コムーネ
隣接するコムーネは以下の通り。括弧内のNAはナポリ県所属を示す。
- アチェッラ (NA)
- アリエンツォ
- マッダローニ
- ノーラ (NA)
- ロッカライーノラ (NA)
- サンタ・マリーア・ア・ヴィーコ.

### 気候分類・地震分類
サン・フェリーチェ・ア・カンチェッロにおけるイタリアの気候分類 (it) および度日は、zona C, 1236 GGである。
また、イタリアの地震リスク階級 (it) では、zona 2 (sismicità media) に分類される。

## 分離集落
サン・フェリーチェ・ア・カンチェッロには、以下の分離集落（フラツィオーネ）がある。
- Botteghino, Cancello, Casazenca, Cave, Grotticella, Piedarienzo, Polvica, Ponti Rossi, San Felice (capoluogo), San Marco Trotti, Talanico, Vigliotti